# نوگارا
نوگارا (به ایتالیایی: Nogara) یک کومونه در ایتالیا است که در استان ورونا واقع شده‌است.

## خصوصیات
نوگارا ۳۸٫۹ کیلومترمربع مساحت و ۸٬۳۶۵ نفر جمعیت دارد و ۱۸ متر بالاتر از سطح دریا واقع شده‌است.